# Nordre Follo
Nordre Follo est une kommune du comté d'Akershus en Norvège. Ski est son centre administratif.

## Localités
- Greverud
- Kolbotn
- Kråkstad
- Langhus
- Oppegård
- Svartskog
- Siggerud
- Ski

## Géographie
Le territoire communal est vallonné et en dehors des agglomérations majoritairement boisé. Il y a des zones agricoles dans le sud de la commune. Le point culminant est le Tømmerås avec 313,1 m d'altitude. Le lac Gjersjøen est situé au nord de la municipalité. Nordre Follo est l'une des plus grandes municipalités de Norvège en termes de population.

## Zones protégées
- Réserve naturelle de Delingsdalen
- Réserve naturelle de Gaupesteinmarka
- Réserve naturelle de Kollåsen
- Réserve naturelle de Trolldalen
- Lac Midsjøvannet[2]
- Lac Nærevannet[3]
- Lac Rullestadtjernet[4]
- Lac Sværsvann[5]
- Zone de conservation du paysage de Svartskog